# 生理学
生理学（せいりがく、英語: physiology）は、生命現象を機能の側面から研究する学問。自然科学に分類される学問である。フランスの医師・生理学者であるジャン・フェルネルによりこの概念が導入された。

## 概要
生理学はあらゆる生命体にみられる生命現象の機序を研究対象とする学問である。研究対象とする生物により、植物生理学、動物生理学、魚類生理学、昆虫生理学、人体生理学に分類することができ、生物の階層構造に対応して、細胞生理学、組織生理学、器官生理学と分類することもできる。さらに分子レベルの分子生物学を生理学にも取り込もうとする動きがある。
生理学のうち人体を研究対象とするものを人体生理学という。ホルモンなどの内分泌を研究する内分泌生理学、細胞内の現象を扱う細胞生理学、神経に注目する神経生理学、また特に神経の電気応答を計測する電気生理学、大脳の機能に特化した大脳生理学、歯科・口腔領域の生理学的特徴を研究する口腔生理学、スポーツ・運動中の生体内の応答・適応現象を扱う運動生理学などの分野がある。

## 病理学との関係
生理学の対象は生体の正常な機能に限定する一方、病理学の対象は生体の異常な機能とする考えがある。即ち、生理学と病理学は別個の学術領域とする考えであり、生理学の範囲を狭義に考えている。日本国内の大学医学部における医学教育では、概ねこのような考えを採用している。
これに対して、生理学の一分野が病態生理学であるとする考えもある。後者の考えでは、病理学と病態生理学はほぼ同じということになり、生理学の範囲を広義に考えている。

## 生命現象
生理学の研究対象は生物が示すあらゆる生命現象である。自然界のすべての生物は、物質を体内に取り込んで体を構成するのに必要な物質を生成したり、物質を分解して活動のためのエネルギーを取り出し、不要となった物質を排泄するサイクルを行っている。これらに成長や増殖といった機能を含めた、生物が示す営み全体を生命現象という。
1個の細胞からなる単細胞生物の場合はその個体の生命現象はすべてその1個の細胞内で行われている。一方、多細胞生物の場合は様々な種類に細胞が分化しており、それぞれの細胞が機能を分担することで全体で一つの個体としての生命現象が行われている。

## 生理学会
- 1876年にイギリス生理学会はダイニングクラブとしてロンドンに設立された[5]。
- 1887年にアメリカ生理学会は、設立された[6]。

## ノーベル生理学・医学賞
スウェーデン王立科学アカデミーは、医学分野に関連する生理学における卓越した科学的成果に対して、ノーベル生理学・医学賞を授与している。